# Villa General Eugenio Necochea
Villa General Eugenio Necochea es una localidad del área de conurbación Gran Buenos Aires, Argentina. Pertenece al partido de San Martín. Hasta 1952 se llamaba Villa Siglo XX.

## Geografía

### Población
Contaba con 29,179 habitantes (Indec, 2001), situándose como la 3ª localidad del partido, con un 7,2 % de la población.

### Plazas y parques
- Plaza Ader, en Ituzaingó y Charlone
- Plaza Villa Esperanza, en Charlone y Garibaldi
- Plaza Conscripto Guillermo Tévez, en Gascón y Madero
- Parque Lineal 240, sobre la calle 240, entre Sarratea y Autopista del Buen Ayre

### Sitios de interés
- Club Social y Deportivo Central Ballester
- Club Hidalgo
- Club Social 25 de Mayo

### Sismicidad
La región responde a la «subfalla del río Paraná», y a la «subfalla del río de la Plata», con sismicidad baja; y su última expresión se produjo el 5 de junio de 1888 (137 años), a las 3.20 UTC-3, con una magnitud aproximadamente de 5,0 en la escala de Richter (terremoto del Río de la Plata de 1888).

### Clima
| Parámetros climáticos promedio de Villa General Eugenio Necochea, BA | Parámetros climáticos promedio de Villa General Eugenio Necochea, BA | Parámetros climáticos promedio de Villa General Eugenio Necochea, BA | Parámetros climáticos promedio de Villa General Eugenio Necochea, BA | Parámetros climáticos promedio de Villa General Eugenio Necochea, BA | Parámetros climáticos promedio de Villa General Eugenio Necochea, BA | Parámetros climáticos promedio de Villa General Eugenio Necochea, BA | Parámetros climáticos promedio de Villa General Eugenio Necochea, BA | Parámetros climáticos promedio de Villa General Eugenio Necochea, BA | Parámetros climáticos promedio de Villa General Eugenio Necochea, BA | Parámetros climáticos promedio de Villa General Eugenio Necochea, BA | Parámetros climáticos promedio de Villa General Eugenio Necochea, BA | Parámetros climáticos promedio de Villa General Eugenio Necochea, BA | Parámetros climáticos promedio de Villa General Eugenio Necochea, BA |
| Mes                                                                  | Ene.                                                                 | Feb.                                                                 | Mar.                                                                 | Abr.                                                                 | May.                                                                 | Jun.                                                                 | Jul.                                                                 | Ago.                                                                 | Sep.                                                                 | Oct.                                                                 | Nov.                                                                 | Dic.                                                                 | Anual                                                                |
| -------------------------------------------------------------------- | -------------------------------------------------------------------- | -------------------------------------------------------------------- | -------------------------------------------------------------------- | -------------------------------------------------------------------- | -------------------------------------------------------------------- | -------------------------------------------------------------------- | -------------------------------------------------------------------- | -------------------------------------------------------------------- | -------------------------------------------------------------------- | -------------------------------------------------------------------- | -------------------------------------------------------------------- | -------------------------------------------------------------------- | -------------------------------------------------------------------- |
| Temp. máx. abs. (°C)                                                 | 39.7                                                                 | 39.3                                                                 | 37.5                                                                 | 35.8                                                                 | 30.4                                                                 | 27.6                                                                 | 27.8                                                                 | 34.2                                                                 | 34.3                                                                 | 34.7                                                                 | 36.0                                                                 | 38.1                                                                 | 39.7                                                                 |
| Temp. máx. media (°C)                                                | 29.5                                                                 | 28.7                                                                 | 25.4                                                                 | 22.3                                                                 | 19.9                                                                 | 16.3                                                                 | 14.6                                                                 | 15.1                                                                 | 18.8                                                                 | 22.7                                                                 | 24.9                                                                 | 27.0                                                                 | 29.5                                                                 |
| Temp. media (°C)                                                     | 23.6                                                                 | 23.0                                                                 | 19.9                                                                 | 16.9                                                                 | 14.4                                                                 | 10.8                                                                 | 9.6                                                                  | 10.5                                                                 | 13.6                                                                 | 16.6                                                                 | 19.2                                                                 | 21.4                                                                 | 16.6                                                                 |
| Temp. mín. media (°C)                                                | 17.8                                                                 | 17.4                                                                 | 14.5                                                                 | 11.6                                                                 | 8.9                                                                  | 5.3                                                                  | 4.7                                                                  | 6.0                                                                  | 8.5                                                                  | 10.6                                                                 | 13.6                                                                 | 15.9                                                                 | 11.2                                                                 |
| Temp. mín. abs. (°C)                                                 | 4.6                                                                  | 1.9                                                                  | -1.7                                                                 | -4.8                                                                 | -4.9                                                                 | -6.3                                                                 | -7.2                                                                 | -5.4                                                                 | -4.5                                                                 | -3.9                                                                 | -0.3                                                                 | 1.8                                                                  | -7.2                                                                 |
| Precipitación total (mm)                                             | 120.1                                                                | 119.0                                                                | 140.5                                                                | 100.4                                                                | 74.8                                                                 | 69.6                                                                 | 68.9                                                                 | 70.3                                                                 | 70.7                                                                 | 117.2                                                                | 109.0                                                                | 111.3                                                                | 1171.8                                                               |
| Nevadas (cm)                                                         | 0                                                                    | 0                                                                    | 0                                                                    | 0                                                                    | 0                                                                    | 0                                                                    | 0                                                                    | 0                                                                    | 0                                                                    | 0                                                                    | 0                                                                    | 0                                                                    | 0                                                                    |
| Días de precipitaciones (≥ )                                         | 10                                                                   | 10                                                                   | 9                                                                    | 9                                                                    | 8                                                                    | 6                                                                    | 5                                                                    | 7                                                                    | 8                                                                    | 9                                                                    | 10                                                                   | 10                                                                   | 101                                                                  |
| Días de nevadas (≥ 0)                                                | 0                                                                    | 0                                                                    | 0                                                                    | 0                                                                    | 0                                                                    | 0                                                                    | 0                                                                    | 0                                                                    | 0                                                                    | 0                                                                    | 0                                                                    | 0                                                                    | 0                                                                    |
| Horas de sol                                                         | 270                                                                  | 240                                                                  | 190                                                                  | 175                                                                  | 170                                                                  | 135                                                                  | 140                                                                  | 175                                                                  | 180                                                                  | 215                                                                  | 255                                                                  | 260                                                                  | 2405                                                                 |
| Humedad relativa (%)                                                 | 68                                                                   | 67                                                                   | 89                                                                   | 83                                                                   | 78                                                                   | 75                                                                   | 80                                                                   | 81                                                                   | 80                                                                   | 79                                                                   | 72                                                                   | 70                                                                   | 76.8                                                                 |
| Fuente: Servicio Meteorológico Nacional Argentino                    |                                                                      |                                                                      |                                                                      |                                                                      |                                                                      |                                                                      |                                                                      |                                                                      |                                                                      |                                                                      |                                                                      |                                                                      |                                                                      |

La Defensa Civil municipal debe advertir sobre escuchar y obedecer acerca de 
Área de
- Tormentas severas periódicas
- Baja sismicidad, con silencio sísmico de 137 años